# Джонсон, Майк (хоккеист)
Майк Джонсон (англ. Mike Johnson; род. 3 октября 1974, Скарборо, Онтарио) — канадский хоккеист. Амплуа — крайний нападающий.
На драфте НХЛ не выбирался. 16 марта 1997 года как свободный агент подписал контракт с «Торонто Мэйпл Лифс». 9 февраля 2000 года обменян в «Тампу Бэй Лайтнинг». 5 марта 2001 года обменян в «Финикс Койотис». 12 июля 2006 года обменян в «Монреаль Канадиенс».

## Статистика
```
                                            
                                            --- Regular Season ---  ---- Playoffs ----
Сезон    Команда                     Lge    GP    G    A  Pts  PIM  GP   G   A Pts PIM
--------------------------------------------------------------------------------------
1993-94  Bowling Green State Unive   NCAA   38    6   14   20   18
1994-95  Bowling Green State Unive   NCAA   37   16   33   49   35
1995-96  Bowling Green State Unive   NCAA   30   12   19   31   22
1996-97  Bowling Green State Unive   NCAA   38   30   32   62   46
1996-97  Toronto Maple Leafs         NHL    13    2    2    4    4  --  --  --  --  --
1997-98  Toronto Maple Leafs         NHL    82   15   32   47   24  --  --  --  --  --
1998-99  Toronto Maple Leafs         NHL    79   20   24   44   35  17   3   2   5   4
1999-00  Toronto Maple Leafs         NHL    52   11   14   25   23  --  --  --  --  --
1999-00  Tampa Bay Lightning         NHL    28   10   12   22    4  --  --  --  --  --
2000-01  Tampa Bay Lightning         NHL    64   11   27   38   38  --  --  --  --  --
2000-01  Phoenix Coyotes             NHL    12    2    3    5    4  --  --  --  --  --
2001-02  Phoenix Coyotes             NHL    57    5   22   27   28   5   1   1   2   6
2002-03  Phoenix Coyotes             NHL    82   23   40   63   47  --  --  --  --  --
2003-04  Phoenix Coyotes             NHL    11    1    9   10   10  --  --  --  --  --
2004-05  Farjestads BK Karlstad      SEL     8    1    2    3    4   6   0   2   2   4
2005-06  Phoenix Coyotes             NHL    80   16   38   54   50  --  --  --  --  --
2006-07  Montreal Canadiens          NHL    80   11   20   31   40
--------------------------------------------------------------------------------------
         NHL Totals                        640  127  243  370  307  22   4   3   7  10

```